# Chlorophytum triflorum
Chlorophytum triflorum là một loài thực vật có hoa trong họ Măng tây. Loài này được (Aiton) Kunth mô tả khoa học đầu tiên năm 1843.